# Paja (vegetal)
Paja es la denominación vulgar de diversas especies vegetales. Una de ellas, la denominada paja brava (Panicum prionitis) se utiliza para confeccionar techos, denominados techos de quincha. Junto con la paja mansa (Paspalum quadrifarium) es un tipo de vegetación común en zonas con inundación temporal.